# Pauline Bremy
Pauline Bremy (San Francisco, 1886 - Aarlen, 1975) was een Waalse onderwijzeres en politica.
Zij was voorzitster van de Groupements socialistes arlonais en evenals haar echtgenoot Albert Goffaux schepen van Aarlen.